# Worth Winning
Worth Winning (bra Como Agarrar um Bonitão) é um filme estadunidense de 1989, do gênero comédia romântica, dirigido por Will Mackenzie, com roteiro de Josann McGibbon e Sara Parriott baseado no romance Worth Winning, de Dan Lewandowski.

## Sinopse
Taylor Worth (Mark Harmon) considera-se a pessoa mais bonita do mundo e aceita o desafio de um amigo no qual terá de convencer três mulheres a se casar com ele.[carece de fontes?]

## Elenco
| Ator              | Papel               |
| ----------------- | ------------------- |
| Mark Harmon       | Taylor Worth        |
| Madeleine Stowe   | Veronica Briskow    |
| Lesley Ann Warren | Eleanor Larimore    |
| Maria Holvöe      | Erin Cooper         |
| Mark Blum         | Ned Broudy          |
| Andrea Martin     | Claire Broudy       |
| Tony Longo        | Tarry Childs        |
| Alan Blumenfeld   | Howard Larimore     |
| Devin Ratray      | Howard Larimore Jr. |